# 神海站
神海站（日语：／ Kōmi eki */?）是位於岐阜縣本巢市神海，屬於樽見鐵道的樽見線車站。車站編號為「TR13」。

## 歷史
- 1958年（昭和33年）4月29日 - 國鐵樽見線 谷汲口站至此站之間開通，美濃神海站啟用[1]。
- 1974年（昭和49年）10月1日 - 結束貨物起卸業務。
- 1984年（昭和59年）10月6日 - 樽見線轉讓至樽見鐵道，成為樽見鐵道車站。車站改名為神海站[1]。
- 1989年（平成元年）3月25日 - 此站至樽見站之間開通。

## 車站構造
本站是地面車站，設有1面2線的島式月台。本站在國鐵時代至1989年前是樽見線的終點站，因此站內的配線與其他樽見線上的車站不一。站內設有咖啡店，外牆的「神海站」站名牌是來自國鐵時代「美濃神海」站名牌，然後把「美濃」移除後而成，因此站名牌的文字偏向右方。
此站是無人車站，早上和晚上各有1班列車於此站折返。因此下行本線靠近樽見一方和大垣一方均設有出發信號機。此站至終點站樽見之間沒有列車交會設施，因此該區間之間只可容納1架列車。

## 利用狀況
| 年度               | 1日平均 乘車人次 |
| ------------------ | ---------------- |
| 2011年（平成23年） | 14               |
| 2012年（平成24年） | 13               |
| 2013年（平成25年） | 12               |
| 2014年（平成26年） | 10               |
| 2015年（平成27年） | 10               |
| 2016年（平成28年） | 12               |

## 車站周邊
- 國道157號（日语：国道157号）

## 相鄰車站
樽見鐵道
樽見線
普通
谷汲口（TR12）－神海（TR13）－高科（TR14）
上行尾班列車
本巢（TR09）←神海（TR13）←樽見（TR19）

## 註腳
1. 1 2  日本鉄道旅行地図帳 ―全線全駅全廃線 7号 東海（新潮「旅」ムック）p.40、日本鉄道旅行地図帳編集部 （編） 新潮社 (2008-11-18) ISBN 978-4-10-790025-8